# Valentín Amoroso
José Valentín Amoroso Guerra (San Carlos, 31 luglio 2000) è un calciatore uruguaiano, centrocampista dell'Albion.

## Carriera
Cresciuto nel settore giovanile del Peñarol, è stato acquistato a titolo definitivo dall'Atenas nel 2019. Ha debuttato in prima squadra il 4 maggio nell'incontro di Segunda División pareggiato 2-2 contro il Tacuarembó e dieci giorni più tardi ha segnato il primo gol in carriera fissando il punteggio sull'1-1 contro il Montevideo City Torque.
Dopo 4 stagioni con il club rossoblù, nel 2022 è passato in prestito al Dep. Maldonado con cui ha esordito in Primera División. L'anno seguente ha firmato con il Plaza Colonia, retrocedendo al termine della stagione. Il 24 gennaio 2024 è diventato un calciatore del River Plate (M).

## Statistiche

### Presenze e reti nei club
Statistiche aggiornate al 29 aprile 2024.
| Stagione        | Squadra         | Campionato      | Campionato | Campionato | Coppe nazionali | Coppe nazionali | Coppe nazionali | Coppe continentali | Coppe continentali | Coppe continentali | Altre coppe | Altre coppe | Altre coppe | Totale | Totale | Totale |
| Stagione        | Squadra         | Comp            | Pres       | Reti       | Comp            | Pres            | Reti            | Comp               | Pres               | Reti               | Comp        | Pres        | Reti        | Pres   | Reti   |        |
| --------------- | --------------- | --------------- | ---------- | ---------- | --------------- | --------------- | --------------- | ------------------ | ------------------ | ------------------ | ----------- | ----------- | ----------- | ------ | ------ | ------ |
| 2019            | Atenas          | SD              | 21         | 1          |                 | -               | -               |                    | -                  | -                  |             | -           | -           | 21     | 1      |        |
| 2020            | Atenas          | SD              | 21         | 1          |                 | -               | -               |                    | -                  | -                  |             | -           | -           | 21     | 1      |        |
| 2021            | Atenas          | SD              | 16         | 1          |                 | -               | -               |                    | -                  | -                  |             | -           | -           | 16     | 1      |        |
| 2022            | Atenas          | SD              | 11         | 0          | CU              | 0               | 0               |                    | -                  | -                  |             | -           | -           | 11     | 0      |        |
| 2022            | Dep. Maldonado  | PD              | 12         | 0          | CU              | 1               | 0               |                    | -                  | -                  |             | -           | -           | 13     | 0      |        |
| 2023            | Plaza Colonia   | PD              | 8          | 0          | CU              | 1               | 0               |                    | -                  | -                  |             | -           | -           | 9      | 0      |        |
| 2024            | River Plate (M) | PD              | 6          | 0          | CU              | 3               | 2               |                    | -                  | -                  |             | -           | -           | 9      | 2      |        |
| Totale carriera | Totale carriera | Totale carriera | 95         | 3          |                 | 5               | 2               |                    | -                  | -                  |             | -           | -           | 100    | 5      |        |